# Relations entre Singapour et l'Union européenne
Les relations entre Singapour et l’Union européenne se sont renforcées à la suite de l'ouverture de la délégation de l'Union européenne en 2002.

## Sources

## Compléments